# 承和楽
承和楽（しょうわらく/じょうわらく）とは雅楽の曲である。別名冬明楽。
承和年間（834年～848年）に仁明天皇の勅命で、大戸清上が曲を、三島武蔵が舞を作ったとも言われ、又は仁明天皇即位の時に作られたとも言われ、作られた翌年の黄菊の宴に奏され、当時の年号をとって「承和楽」と命名されたと伝えられる。また一説には承和元年（834年）に楽所預・従五位上大中臣成文が作ったという説もある。寿の舞として宮中の響宴などで舞われたらしい。
左方（唐楽）に属する四人舞。壱越調（いちこつちょう）の平舞で、舞人は襲（かさね）装束の片肩袒に鳥甲を着けて舞う。延八拍子、中曲。番舞は仁和楽。